# بوته آزمایش (فیلم ۱۹۱۴)
بوته آزمایش (انگلیسی: The Crucible) فیلمی در ژانر رمانتیک به کارگردانی هیو فورد و ادوین اس پورتر است که در سال ۱۹۱۴ منتشر شد. از بازیگران آن می‌توان به مارگریت کلارک و هارولد لاک‌وود اشاره کرد.